# Kochkor-Ata

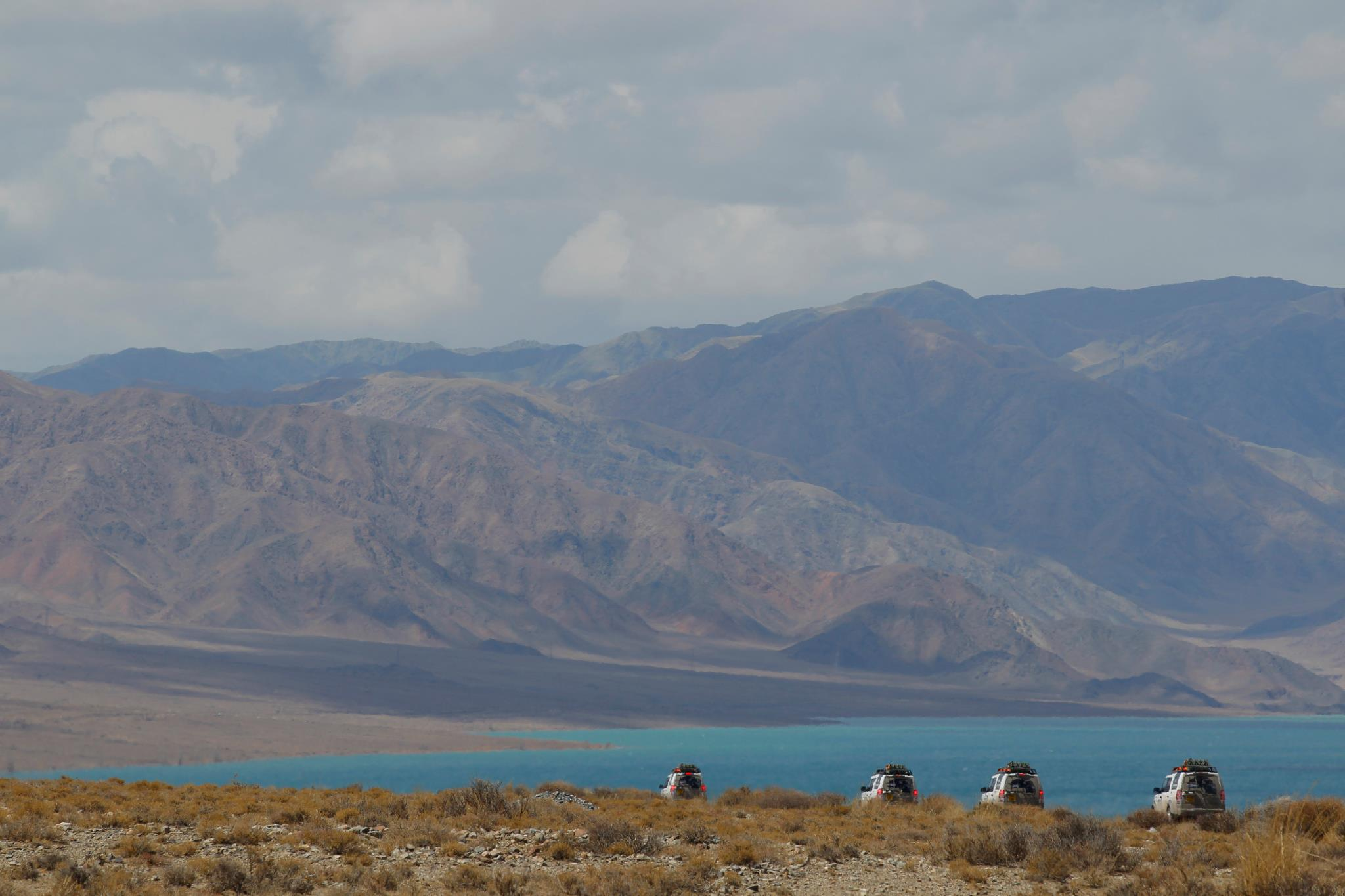

Kochkor-Ata (Kyrgyz: Кочкор-Ата) é uma cidade do Quirguistão, localizada a noroeste da cidade principal de Jalal-Abad, no Quirguistão. Sua população era 14.814 em 2009. Está localizado ao longo da principal rota Bishkek-Osh, a cerca de 3 milhas da fronteira entre o Quirguistão e o Uzbequistão. O acordo Kochkor-Ata foi estabelecido em 1952 em relação à descoberta e exploração do campo de petróleo Izbaskent. Em 2003, foi concedido status de cidade.
A própria cidade mantém um alto nível de polaridade contrastante. O centro da cidade, pelo bazar e os edifícios municipais, destaca o estilo e a estrutura estrutural da época da era soviética. Grandes estruturas de concreto pintadas em cores brilhantes delineiam avenidas e praças centrais. A propaganda soviética ainda está enquadrada em velhos cartazes e cartazes. "O petróleo é a força das pessoas", lê um dos banners centrais. No entanto, grande parte de Kochkor-Ata é rural. Ao leste da praça central, após os complexos habitacionais de concreto da era soviética, são o pilar da população de Kochkor-Ata. Pequenas barracas e casas alinhadas umas às outras, atravessaram os contrafortes da serra local, abrigavam muitos dos habitantes locais. A criação de animais e os pequenos negócios proporcionam a muitos desses aldeões um meio de renda.
A cidade possui um bazar de roupas relativamente novo, construído predominantemente por fundos do ex-presidente do Quirguistão, Askar Akayev, ao lado de um bazar antigo estabelecido.
O bazar é o centro do comércio, na pequena cidade. É uma das paradas locais ao longo da rota Bishkek-Osh e, portanto, mantém um fluxo diário de comércio inter-e intra relacionado e pequeno comércio. O avto-vaksal, ou estação de ônibus / táxi, também está localizado na extremidade ocidental do bazar. A marshrutka local, van de transporte público, vai do avto-vaksal de Kochkor-Ata para outras cidades ao longo da rota, mais notavelmente: Massy, Bazar-Korgon e Jalal-Abad.
Um dos maiores campos de petróleo em Kochkor-Ata foi comprado pelos negócios e interesses chineses.
A cidade tem quatro escolas intermediárias: uma escola russa, uma escola de pouso do Kyrgyz e outras duas escolas regulares do Quirguiz. A cidade também é anfitriã de um estádio de futebol bastante novo, construído por fundos de uma proeminente empresa de petróleo kirguês, KNG, na cidade. Um complexo hospitalar foi estabelecido adjacente ao internato do Quirguistão.